# Zuben Elgenubi
Zuben Elgenubi (alpha2 Librae) is een heldere meervoudige ster in het sterrenbeeld Weegschaal (Libra).
Het stelsel alpha Librae bestaat uit twee sterren die op ruime afstand om elkaar heen draaien, alpha1 Librae en alpha2 Librae, waarbij alpha2 Librae zelf weer een dubbelster is, bestaande uit dicht om elkaar heen draaiende sterren met verschillende spectra. In de buurt is ook een zwakke C-ster te zien. Het is niet duidelijk of deze tot hetzelfde systeem behoort of alleen maar schijnbaar in de buurt staat. Verschillende bronnen zijn het ook niet met elkaar eens of de naam Zuben Elgenubi geldt voor het hele stelsel of alleen voor de helderste ster. Ook zijn er bronnen die de aanduidingen alpha1 en alpha2 verwisseld lijken te hebben.
De naam Zuben Elgenubi (ook gespeld als Zubenelgenubi) komt van het Arabisch voor "zuidelijke poot van de Schorpioen"; ooit hoorde de ster bij het sterrenbeeld Schorpioen (Scorpius). De ster staat ook bekend als Kiffa Australis en Elkhiffa Australis.
Zuben Elgenubi staat vlak bij de ecliptica en kan daardoor door de maan en (zeer zelden) door planeten bedekt worden. Op 25 oktober 1947 werd Zuben Elgenubi voor het laatst door een planeet bedekt, Venus. De volgende bedekking zal plaatsvinden op 10 november 2052 door Mercurius, maar zal door de zeer kleine elongatie van Mercurius slechts zeer slecht waarneembaar zijn.